# Polnische Badminton-Mannschaftsmeisterschaft 1998
Die Polnische Badminton-Mannschaftsmeisterschaft der Saison 1997/1998 gewann das Team von SKB Litpol-Malow Suwałki. Es war die 25. Austragung der Titelkämpfe.

## Endstand
| Platz | Mannschaft                |
| ----- | ------------------------- |
| 1.    | SKB Litpol-Malow Suwałki  |
| 2.    | AZS Kraków                |
| 3.    | Technik Głubczyce         |
| 4.    | Ruch Piotrków Trybunalski |
| 5.    | Piast-B Słupsk            |
| 6.    | Bizon Płock               |
| 7.    | Warmia Olsztyn            |
| 8.    | Kolejarz Częstochowa      |
| 9.    | Wilga Garwolin            |
| 10.   | Zremb Solec Kujawski      |
| 11.   | Armatura Kraków           |
| 12.   | Zelmer Rzeszów            |